# Capitólio Estadual do Minnesota
O Capitólio Estadual do Minnesota (em inglês: Minnesota State Capitol) é a sede do governo do estado do Minnesota. Localizado na capital, Saint Paul, foi incluído no Registro Nacional de Lugares Históricos em 23 de fevereiro de 1972.